# روزا غارسيا
روزا غارسيا (بالإسبانية: Rosa García) (21 مايو 1964 في بيرو - ) هي لاعبة كرة طائرة بيروفية. شاركت في الألعاب الأولمبية الصيفية 1984 والألعاب الأولمبية الصيفية 2000 والألعاب الأولمبية الصيفية 1988.

## وصلات خارجية
- روزا غارسيا على موقع عالم الكرة الطائرة (الإنجليزية)
- روزا غارسيا على موقع اللجنة الأولمبية الدولية (الإنجليزية)
- روزا غارسيا على موقع أوليمبيديا (الإنجليزية)